# Фанди

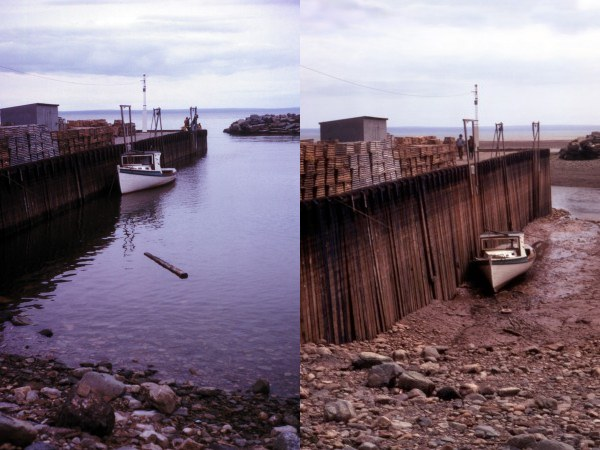
Залив Фанди во время прилива и отлива

Фа́нди (англ. Bay of Fundy, фр. Baie de Fundy) — залив в северо-восточной части залива Мэн, омывающий побережье Канады и США. Название, вероятно, является искажением французского слова fendu, что означает «раскол».
Длина залива около 300 км, ширина до 90 км, глубина до 214 м. Акватория залива — один из примеров ваттового моря.
Фанди, наряду с заливом Унгава, известен своими рекордными приливами (до 18 м). Около скальной гряды Хоупвелл-Рокс, которая является местной туристической достопримечательностью, зафиксирована самая большая величина прилива в мире — 15,6—18 м. За один 12-часовой приливно-отливный цикл в залив и из него проходит около 100 км³ воды, что в два раза больше, чем совокупный суммарный сток всех рек мира за тот же период. Потому как залив обладает огромным потенциалом гидроэнергии, планируется постройка нескольких приливных электростанций.
Кроме того, в заливе развито рыболовство. Крупнейший порт на берегах залива — Сент-Джон.
Реки, впадающие в залив: Сент-Круа, Сент-Джон.
Бывшее название залива Фанди — Французский залив.
Залив включён в Глобальную сеть геопарков, инициативы ЮНЕСКО по продвижению и сохранению геологического наследия планеты.